# Majonæsekrigen
Majonæsekrigen er den populære betegnelse for en heftig polemik i de danske medier i 1985 om dansk retskrivning. Anledningen var en forhåndstilkendegivelse fra Dansk Sprognævn om den kommende udgave af Retskrivningsordbogen.
Striden drejede sig om stavningen af et antal fremmedord, hvoriblandt mayonnaise var det der oftest blev fremhævet i debatten. Sprognævnet havde planlagt at indføre en række fordanskede stavemåder parallelt med den oprindelige franske form. Den fordanskede form for ordet mayonnaise var majonæse. Denne beslutning fremkaldte mange følelsesladede debatindlæg fra personer som ikke ønskede de annoncerede ændringer i den hidtil gældende retskrivning.
Sprognævnets beslutning var baseret på en bekendtgørelse om retskrivningen fra 1892 som sagde at:
»Fremmede Ord, der ere fuldt optagne og indgaaede i Sproget og i Udtalen have tabt de fremmede Lyde, skrives efter Sprogets almindelige Regler Ansjos, Kaptajn, Kontor, Løjtnant, nervøs, Tempel, Ur, Trone. – Dog ombyttes aldrig ch, g, j eller ti med sj (undt. Ansjos).«
Sagen endte med at regeringen greb ind. Efter et møde med kulturminister Mimi Jakobsen og undervisningsminister Bertel Haarder ændrede Dansk Sprognævn manuskriptet til den kommende Retskrivningsordbog så der ikke blev tale om så mange nye dobbeltformer som ellers planlagt. Især blev former som gymnasie ikke, som ellers planlagt, optaget som parallelform til gymnasium.

## 2012
I fjerde udgave af Retskrivningsordbogen fra 2012 er formen majonæse gledet ud, så kun formen mayonnaise herefter er korrekt. Samtidig er der for en lang række ord der hidtil er endt i -ium, blevet indført en parallel stavemåde der ender i -ie, så der herefter fx er valgfrihed mellem formerne gymnasium og gymnasie.